# Aeropuerto Aguas Claras
El Aeropuerto Nacional Aguas Claras (IATA: OCV, OACI: SKOC) es un aeropuerto colombiano de carácter nacional el cual le brinda servicio a Ocaña, la segunda ciudad del departamento Norte de Santander.
En el año de 1967 un grupo de trabajadores destinado por la entonces ECA, Empresa Colombiana Aeródromos, inició labores de construcción de este aeropuerto siendo encabezados por el topográfo Abel Infante Gómez hasta la terminación de su construcción en el año 1970.
En los años ochenta este aeropuerto fue un gran centro de operaciones para la aerolínea ya extinta ACES la cual tenía conexiones directas con Barrancabermeja, Barranquilla, Bogotá, Bucaramanga, Cúcuta y Medellín pero debido a su quiebra estas rutas cerraron. El 17 de noviembre de 2009 la aerolínea estatal Satena reactivó el tráfico en la terminal con un vuelo diario y sin escala hacia la ciudad de Cúcuta. 
La alcaldía municipal estuvo en gestiones con aerolíneas tales como, Aerolínea de Antioquia para vuelos hacia Cúcuta y para reabrir rutas a la ciudad de Medellín, y con la aerolínea estatal Satena para la reactivación de la ruta hacia Bucaramanga y Barranquilla. Todas estas fueron propuestas a las respectivas compañías y no se recibió respuesta por parte de ninguna. 
Pese a que en el Aeropuerto Aguas Claras se adelantaron algunas obras y se realizaron algunas inversiones para supuestamente mejorar el servicio, se conoció en enero del 2014 que los tres bomberos aeronáuticos serían trasladados a la ciudad de Barranquilla y así mismo posiblemente los dos controladores de vuelo que laboran en la terminal; de esta manera el aeropuerto estaría sujeto a un posible cierre.
Sin embargo, a fecha actual, el aeropuerto vuelve a reiniciar operaciones comerciales, con la aerolínea estatal Satena, estos vuelos con destino hacia la ciudad de Cúcuta y Medellín.

## Destinos nacionales
| Ciudades                                                | Nombre del aeropuerto                | Aerolíneas | Aeronaves       | Frecuencias semanales |
| ------------------------------------------------------- | ------------------------------------ | ---------- | --------------- | --------------------- |
| Cúcuta                                                  | Aeropuerto Internacional Camilo Daza | Satena     | Beechcraft 1900 | 3                     |
| Medellín                                                | Aeropuerto Nacional Olaya Herrera    | Satena     | Beechcraft 1900 | 3                     |
| Total: 2 destinos, 1 aerolínea, 6 frecuencias semanales |                                      |            |                 |                       |

## Aerolíneas que cesaron operación
Aerolíneas Extintas
- ACES Colombia
  - Barranquilla / Aeropuerto Ernesto Cortissoz
  - Bogotá / Aeropuerto Internacional El Dorado
  - Bucaramanga / Aeropuerto Internacional Palonegro
  - Cúcuta / Aeropuerto Internacional Camilo Daza
  - Medellín / Aeropuerto Enrique Olaya Herrera

## Aeropuertos cercanos
- Aguachica: Aeropuerto Hacaritama (25 km).
- Cúcuta: Aeropuerto Internacional Camilo Daza (100 km).
- Bucaramanga: Aeropuerto Internacional Palonegro (135 km).